# Ian Lancaster Fleming
Ian Lancaster Fleming (Londres, 28 de maig de 1908 - Canterbury, 12 d'agost de 1964), fou un periodista, novel·lista i oficial d'intel·ligència naval britànic.
És el creador de l'heroi de ficció James Bond. Aquest últim deu el seu nom a l'ornitòleg James Bond, com ho explicava Fleming en una entrevista. Les nombroses novel·les que posen en escena l'agent 007 han estat un èxit mundial i han conegut nombroses adaptacions cinematogràfiques.

## Biografia
Fleming va néixer a Mayfair, Londres, Regne Unit, fill de Valentine Fleming i d'Evelyn St Croix Fleming. Peter Fleming, un germà gran, també era escriptor. Va fer estudis a Eton College i a la Reial Acadèmia Militar de Sandhurst, després va ensenyar anglès al continent, a Kitzbühel, Àustria, i posteriorment a la universitat de Múnic, Alemanya. Va treballar com a periodista per Reuters i també va exercir com a agent de borsa.
El 1939, poc abans de començar la guerra, John Godfrey, director del British Department of Naval Intelligence de la Royal Navy, va reclutar a Fleming com a assistent, després com lloctinent, i finalment com a comandant. Durant aquest període, Fleming va concebre un pla que mai va ser executat: l'Operació Ruthless, per capturar la màquina codificadora Enigma, usada en les comunicacions de l'armada alemanya.
Aquest treball com assistent en els serveis secrets va permetre a Fleming imbuir de l'ambient que es respira en les seves novel d'espionatge. La primera novel·la que va posar en escena a James Bond va ser Casino Royale, publicada 1953. A més d'escriure dotze novel·les i nou novel·les curtes de l'agent 007, Fleming va escriure també novel·les per a nens com Chitty Chitty Bang Bang. Tots aquests llibres van tenir un gran èxit en els anys 50 i permetre a Fleming retirar-se a una casa confortable a Jamaica.
El 1962, Fleming va suggerir al seu cosí, l'actor Christopher Lee, per interpretar el paper del Dr No, el dolent del primer film i irònicament pocs dies abans de morir va visitar el set de gravació de Goldfinger.
El 1964, Ian Fleming va morir d'una crisi cardíaca a Canterbury a l'edat de 56 anys i va ser enterrat en Sevenhampton, prop de Swindon, on després serien enterrats la seva dona Geraldine Mary Fleming 1913-1981 i el seu únic fill Caspar Robert Fleming 1952 - 1975.
Ian Fleming va ser també un important bibliòfil i posseïdor d'una respectable cultura. El seu personatge, James Bond, acostuma a llegir en moments de tranquil·litat, i un dels seus llibres favorits és "Profiles in Courage", un assaig moral i ètic sobre 5 polítics de la història dels Estats Units, obra del senador John Kennedy.
Curiosament, quan el senador Kennedy va ser elegit president, en una entrevista li van preguntar pels seus llibres favorits i sense dubtar-ho va respondre: "Les novel·les d'espies de Ian Fleming".

### Pel·lícules biogràfiques
- Goldeneye: The secret life of Ian Fleming (1989): Una pel·lícula per a televisió protagonitzada per Charles Dance com Ian Fleming. La pel·lícula s'enfoca en la vida de Fleming durant el període de la Segona Guerra Mundial, en la seva vida romàntica, i al voltant de la creació del seu personatge James Bond.
- Spymaker: The secret life of Ian Fleming (1990): Una pel·lícula per a televisió protagonitzada per Jason Connery (fill de Sean Connery) personificant a l'escriptor, en una fantasiosa descripció de la seva carrera en el Servei Secret Britànic, la qual és descrita segons l'estil de vida Bond, suposadament exposant els íntims desitjos de la vida glamorosa que Fleming volia obtenir.
- Ian Fleming: Bondmaker (2005): Un documental de televisió emès en primer lloc per la BBC l'any 2005, interpretat per l'actor Ben Daniels.

## Obra literària

### La sèrie de James Bond
Ian Fleming va escriure dotze novel·les i nou contes de l'agent 007, encara que hi ha la discussió sobre l'última d'elles, L'home de la pistola d'or, sobre que no va ser ell qui la va acabar, ja que es trobava escrivint quan va morir, segons es diu l'escriptor Kingsley Amis va ser qui va completar la novel·la.

### Obres no publicades
- Fleming mantenia una agenda amb notes sobre idees per a noves històries sobre James Bond. Això incloïa fragments de possibles novel·les o històries curtes que mai van ser publicades. Extractes d'aquests continguts poden ser trobats en John Pearson.
- L'autor Geoffrey Jenkins treball al costat de Fleming en una idea sobre una història de James Bond entre 1957 i 1964. Després de la mort de Fleming, els editors de l'obra Bond, Glidrose Productions, comissionar a Jenkins per convertir aquesta història en una novel·la, Per Fine ounce, però aquesta mai va ser publicada.

### Llibre per a nens
- Chitty Chitty Bang Bang (1964)

### Altres obres
- The Diamond Smugglers (1957)
- Thrilling Cities (1963; l'edició americana conté la novel·la curta "007 in New York")

## Altres autors de James Bond
- Kingsley Amis
- John Pearson
- John Gardner
- Raymond Benson
- Sebastian Faulks